# Eclissi solare del 26 febbraio 2017
L'eclissi solare del 26 febbraio 2017 è un evento astronomico che ha avuto luogo il suddetto giorno attorno alle ore 14.54 UTC.